# Hubert y Takako
Hubert & Takako fue una serie animada de la televisión francesa y consta de 78 episodios con una duración de 7 minutos cada uno, creada y dirigida por Hugo Gittard y difundida desde el 3 de noviembre de 2013 en Canal+ Family.
La serie también se emite en Canal J, Disney XD desde el 6 de febrero de 2015, y Desde 2 de mayo de 2015 en el Canal Gulli.

## Sinopsis
Hubert es un cerdo que es un poco inteligente. Está obsesionado con el hogar y la limpieza. Vive con Takako, una mosca excéntrica, con una banda musical de moscas locas, su banda es de música estilo rock. Aunque sean diferentes no impide tener unas locas y extrañas aventuras.

## Personajes

### Protagonistas
- Hubert: Es un cerdo amarillo, muy amable y cariñoso, que siempre mantiene la casa limpia. Por lo tanto, representa exactamente lo contrario de cómo normalmente vive un cerdo. No puede soportar el rock y tiene fobia a las arañas, que lo pone en desacuerdo con Takako, que en vez de eso, las encuentra lindas. Es el Hermano de Oscar. A menudo, él y Takako luchan y cae en la depresión. Siempre trata de destacar entre la cercana Stainslass y está enamorado de Jennifer.

- Takako: Es una mosca azul / morado, con una nariz larga, que se juzga por muchos, excepto Hubert y Eros, del que está enamorada. Tiene dos amigas moscas, Nat y Ketty, con quien tiene una banda de rock, el "crestas puntiagudo". Tiene fobia a las gallinas.

### Coprotagonistas
- Jennifer: Ella es una chica con el pelo de color anaranjado, de la que Hubert está enamorado. Trabaja como cajera en el supermercado, y siempre es agradable, incluso cuando Hubert se comporta en una actitud irónica con ella. Su color favorito es el amarillo y le gusta la gaga pelota, que hace que sea más cercana a Hubert.
- Stainslass: Él es un hombre alto, de pelo castaño, que está cerca de Hubert. No prueba nada, ninguna emoción y nunca habla con nadie. Hubert cree que no tiene corazón y que tiene miedo de los demás, en lugar de Takako, que lo considera desagradable. Después de todos los intentos de Hubert para quedarse con él, él se enoja y en la desesperación, él no piensa en el cerdo que ha completado la misión.
- Eros: Es un hombre musculoso, al que le gusta Takako. Entrega pizzas, es muy ridículo y su pequeña nariz puntiaguda, y que es característico de Takako. No corresponde al enamoramiento de Takako.
- Henry Saule: Es el comerciante del supermercado, que se asustó de Takako con la red, después de Hubert y Takako compran todos los pepinos porque pensaban que eran habitantes del planeta Zidano. También es un empleado del noticiero.
- Rila: Es un vecino de Hubert, quien confía el pescado Gerónimo durante su ausencia. Les dice Hubert y Takako que no entren por cualquier razón en la sala al final del pasillo. Pero los dos lo hacen, y descubren que es el cuarto de baño. Takako le pregunta por qué debería ocultar el cuarto de baño, y ella dijo que eso significaba el cobertizo en su jardín, que ahora está cayendo.
- Oscar: Él es el hermano de Hubert. Va alrededor en el tractor y en los amantes episodio 1 y 2 "Uno para tres y tres para todos, en el episodio ayuda a ganar a Jennifer Hubert, quien como siempre falla.
- Mark: Es un púrpura-matón de piel, todo tatuado y marrón con un casco en la cabeza. Hubert late menudo, tratando de fanfarronear con él, escuchando Takako.
- Reach Forest: Es el médico de la localidad de Hubert y Takako, que lleva gafas y tiene el pelo gris. Al parecer, varias veces, cuando se le llama por Hubert. Siendo muy bueno en su trabajo, cuando se da cuenta de algo extraño, él siempre sabe lo que es.
- Sir Maial: Es la carne de cerdo bajo comprada por Hubert, que puede hablar y moverse. Usando ojo logra desatar tormentas. Encuentran que vivas con un cerdo y repulsivas fuerzas Takako vuelan y Hubert discutiendo. Hubert y Takako, todavía se las arreglan para encontrar una solución atrapándolo en una palma llena de spam y de correo electrónico.
- Francois Mumont: Es un monstruo azul como un perro y un cocodrilo, que tiene dos antenas negras, y una pulsera agudo.
- Billy: Es un niño con un sombrero azul y el pelo de color naranja, que va a la piscina y nadar. Takako, lo arroja al agua, pensando que podía nadar, y asegúrese de que lo quite de Eros Jennifer, pero el niño, después de haber estado fuera del agua Hubert acusado de empujarlo y su padre castiga a los cerdos y haciéndole saltar en el trampolín facedolo caer en el agua.
- Alfonso: Es el protector de los supermercados, que es alta, y la gran cabeza verde. Cuando Stainslass y Jennifer, lo llaman, siempre batiendo Hubert.
- Sways Salt: Él es un niño, un amigo de Billy y su pareja. En el transcurso de la serie, se revela, que su apellido "Salt" que significa sal, se debe precisamente al hecho de que, quemó la comida exclusivamente con la sal.
- Hally: Es la cara de una mujer es como un pulpo. De hecho, desde hace mucho tiempo boca como un tronco. Vemos una y otra vez en el supermercado y es parte de un grupo de madres contra Hubert.
- Cat: Un gato gris que vive en el patio de la casa de Hubert y Takako. Se puede ver muy a menudo, y tiene un papel si no el principal, en el episodio "Uno para tres y tres para todos" que está durmiendo mientras pasa el tractor Oscar, pero él se salvó y después de cruzar la carretera va peligrosamente al tabaco y el cero "Scratch "ganar por lo que" diez millones"
- Mamie: Su nombre en el derecho francés como en inglés (Mami). Es un viejo forzuta aumento caminar por las escaleras, incluso con cargas pesadas siempre. Él vive en el mismo edificio de Beil, la niñera de Hubert. Su nombre se debe al hecho de que en francés significa abuela Mamie. En un episodio se descubre que ama el rock y que forma parte de un grupo.
- Beil: Es la niñera de Hubert cuando era pequeño. Ella vive en el mismo edificio de Mamie. Escuchar Bossanova diferencia Takako que odia sino como Hubert, que el ascensor con esta danza música y silbatos. Siempre es bueno para todo el mundo y muy bien quieren Hubert.

## Reparto
| Personaje  | Actor de voz (Francia)   | Actor de doblaje (Hispanoamérica) |
| ---------- | ------------------------ | --------------------------------- |
| Hubert     | François-Xavier Demaison | Ángel Mujica                      |
| Takako     | Charlotte Le Bon         | Melanie Henríquez                 |
| Jennifer   |                          | Lileana Chacón                    |
| Estanislao |                          | Pedro Herrera                     |
| Eros       |                          |                                   |
| Oscar      |                          | Randy Arias                       |
| Nat        |                          | Gabriela Belén                    |
| Katy       |                          | Mayela Pérez                      |

## Episodios
| Temporada | Temporada | Episodios | Francia                | Francia             | Hispanoamérica       | Hispanoamérica       | Italia              | Italia            |
| Temporada | Temporada | Episodios | Estreno                | Final               | Estreno              | Final                | Estreno             | Final             |
| --------- | --------- | --------- | ---------------------- | ------------------- | -------------------- | -------------------- | ------------------- | ----------------- |
|           | 1         | 26 (78)   | 3 de noviembre de 2013 | 18 de enero de 2015 | 6 de febrero de 2015 | 5 de febrero de 2016 | 30 de junio de 2014 | 8 de mayo de 2015 |